# Papa Was a Rollin’ Stone
Papa Was a Rollin’ Stone (Papa war ein Herumtreiber) ist der Titel eines Soulsongs, der im Jahr 1971 von den Tamla-Motown-Songschreibern Norman Whitfield und Barrett Strong verfasst wurde und im Original von der Motown-Gruppe The Undisputed Truth stammt. 
Der Song wurde von zahlreichen weiteren Künstlern gecovert. Die bekannteste und häufig für das Original gehaltene Version stammt von The Temptations aus dem Jahr 1972. Eine weitere populäre Version nahm George Michael live im Wembley-Stadion als Medley aus Papa Was a Rollin’ Stone und Adamskis Lied Killer auf und veröffentlichte sie 1993 auf der EP Five Live.

## Entstehungsgeschichte
Die Erfolgsautoren Whitfield/Strong hatten zunächst viele Hits mit dem für Tamla Motown typischen Standardrepertoire von drei Minuten dauernden Songs über Liebesthemen, so etwa I Heard It Through the Grapevine, das von gleich zwei verschiedenen Interpreten in den Jahren 1967 und 1968 zum Millionenseller gekürt wurde.
Zunehmend wandten sie sich jedoch hiervon ab und begannen vornehmlich Songs über soziale und politische Themen zu schreiben, vorzugsweise in Überlänge. Barrett Strongs heikle Texte handelten nunmehr über Kriege, Umweltzerstörung und Familienkrisen. Als Vehikel hierfür nutzten sie die Temptations oder Edwin Starr. Aber auch die völlig unbekannte psychedelische Funkband „Undisputed Truth“ profitierte von diesem für den Plattenkonzern riskanten Genre. In Papa Was a Rollin’ Stone wird beschrieben, wie der Sohn seine Mutter über seinen Vater befragt, den er nie gesehen hat. Er erfährt, dass sein alkoholabhängiger Vater noch drei andere Kinder mit einer anderen Frau hatte und nie einer Arbeit nachging. Stattdessen predigte er vor Schaufenstern, verließ seine Familie und lebte fortan auf der Straße. Sein Zuhause war dort, wo er seinen Hut hinhängte – er war ein „Herumtreiber“. Der Ausdruck war der Blues- und Popmusik durchaus nicht fremd; frühe Beispiele sind etwa Muddy Waters’ Blues-Titel Rollin’ Stone (veröffentlicht im Juni 1950), wonach sich die Rolling Stones benannten. Auch Otis Blackwell benutzte ihn bei seiner Eigenkomposition Daddy Rolling Stone (Oktober 1953) oder Bob Dylans Protestlied Like a Rolling Stone (Juni 1965). 
Undisputed Truth nahm den Song mit dem brisanten Inhalt am 9. Mai 1972 (Gordy #7117) auf, veröffentlicht wurde er im Juni 1972. Ihr Original erreichte lediglich Rang 24 der Rhythm-&-Blues-Hitparade. Joe Harris, Billie Rae Calvin und Brenda Joyce sangen den von der Motown-Sessionband The Funk Brothers begleiteten Song.

## Erste Coverversion

Temptations – Papa Was a Rollin’ Stone

Bereits ab 15. Mai 1972 begannen die Arbeiten zur Version der Temptations. Die Dauer des Originals von 3:26 min. wurde bei den Temptations auf 6:54 min. (Single) und 11:47 min. (LP) ausgedehnt und sprengte damit den musikalischen Rahmen des Repertoire-Konzepts dieses Plattenlabels. Allein das ausgedehnte Intro von 4:39 min. besitzt einen hohen akustischen Wiedererkennungswert durch die sich steigernde Instrumentation. Die Bassläufe einer Bassgitarre werden durch ein Hi-Hat unterlegt und begründen das aus drei Noten bestehende Musikthema, dem sich eine Bluesgitarre und eine Gitarre mit Wah-Wah-Effekt anschließen. Nach dem Wurlitzer Electric Piano und Händeklatschen wiederholen Geigen die Notenfolge. Die orchestrale und sinfonische Instrumentation wiederholt sich nach allen drei Strophen, wobei nur ein Akkord zum Einsatz kommt – nämlich B-Moll. Es singen Dennis Edwards, Melvin Franklin, Richard Street und Damon Harris jeweils abwechselnd als Leadstimme, neben diesen wird der Hintergrundgesang noch von Otis Williams übernommen, das komplexe Arrangement stammte von Paul Riser. Ein Aufnahmetag reichte für diese aufwendige Produktion von Whitfield nicht aus, sondern am 14., 22. und 28. Juni 1972 waren weitere Aufnahmetermine mit den Temptations und den Musikern anberaumt. Die Gruppe war mit der instrumentalen Dominanz nicht einverstanden und beschwerte sich direkt bei Labelinhaber Berry Gordy, der jedoch Whitfield die künstlerische Freiheit beließ.
Zunächst erschien die Langversion im August 1972 auf dem Temptations-Album All Directions, dann entschloss man sich, den auf knapp sieben Minuten gekürzten Titel am 28. September 1972 auf Gordy #7121 als Single herauszubringen, nur vier Platten nach dem Original. Die Version der Temptations schaffte mühelos den ersten Rang der US-Pop-Hitparade und erreichte im Januar 1973 den Status als Millionenseller, denn sie verkaufte über zwei Millionen Exemplare.
Der Titel erhielt drei Grammys; im Juni 1973 berücksichtigte ihn Undisputed Truth auf dem Album Law of the Land. Der Titel erhielt einen BMI-Award.
Während die Fassung von The Undisputed Truth in den USA in Vergessenheit geriet und oft die Temptations-Version als Original angesehen wird, entwickelte sich deren Version zu einem Evergreen der Pop-Geschichte, der immer noch Airplay erhält und in Diskotheken gespielt wird.

## Weitere Coverversionen
Insgesamt listet Coverinfo 41 Coverversionen des Titels auf. Im Juni 1990 brachte Was (Not Was), im April 1993 George Michael auf der zusammen mit Queen herausgegebenen EP Five Live eine Fassung auf den Markt. Im Jahr 2010 steuerte Phil Collins auf seinem Album Going Back eine weitere Version bei.
Der Song ermöglichte eine Vielzahl von Persiflageformen. Die Angefahrenen Schulkinder versuchten 1993 mit Papa war ein Kullerstein auf sich aufmerksam zu machen, die Original Deutschmacher veröffentlichten 1996 ihre Version unter dem Titel Papa war ein rollender Stein. Die Comedy-Gruppe Herbert Knebels Affentheater brachte im September 2001 eine Version „Papa war bei de Rolling Stones“ heraus, in der es um die angebliche Vaterschaft von Brian Jones geht. Stefan Gwildis veröffentlichte 2003 eine deutschsprachige Bearbeitung mit Papa will da nicht mehr wohn’. Hier erzählt er in dem gemeinsam mit Michy Reincke verfassten Text, wie nach dem Fall der Mauer in Deutschland ein Junge mit der Stasi-Vergangenheit seines Vaters konfrontiert wird.
Im Mai 2024 veröffentlichte Slash den Song auf seinem Soloalbum "Orgy of the Damned", gesungen von Demi Lovato. 